# Stal Alčevsk
Stal Alčevsk je ukrajinski profesionalni nogometni klub koji nastupa u ukrajinskoj 1. ligi. Igraju na Stal Stadium stadionu, kapaciteta 9.200 ljudi.
Stal je prvi put ušao u 1. ligu 2001. godine. Odmah su ispali, a vratili se tek u sezoni 2005/06 u kojoj su se upijeli održati u elitnom društvu. 